# Texas Motor Speedway

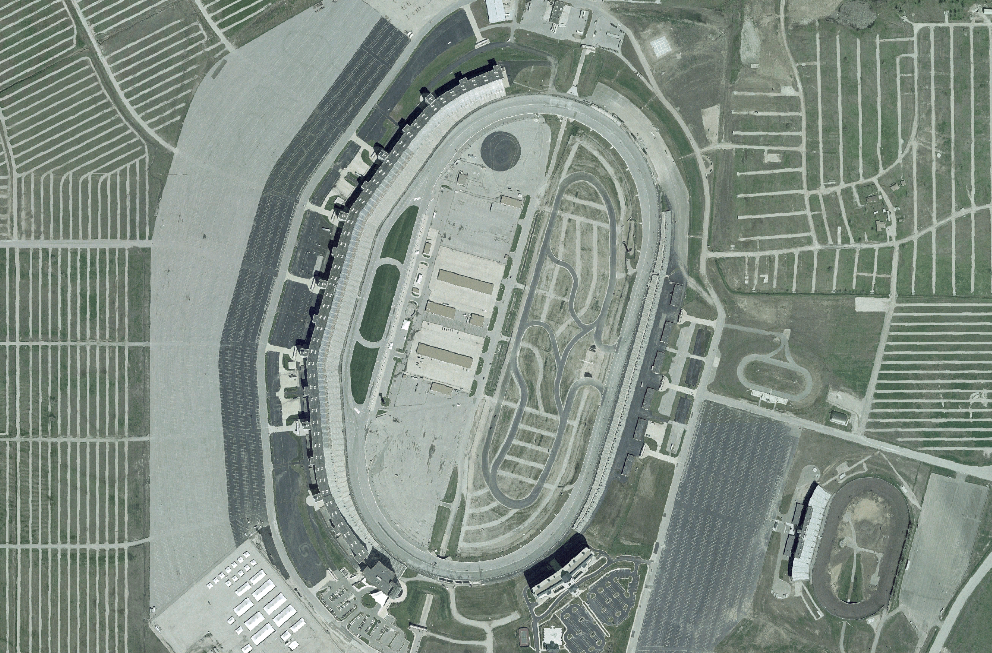
Satellitbild av Motor Speedway

Texas Motor Speedway är en amerikansk ovalbana för motorsport. Banan är 1.5 miles lång (2,41 km), och är belägen utanför Fort Worth.

## Historia
Banan byggdes 1995-1996 med målsättningen att få en toppmodern oval för NASCAR:s serier till Texas. Banan arrangerar två tävlingar i NASCAR Sprint Cup, Samsung 500 och Dickies 500, samt en tävling i IndyCar Series, Bombardier Learjet 550. Åskådarkapaciteten på banan är den näst högsta för en oval i hela världen, med 212 585 platser. Banan är ökänd för de otäcka krascherna förare i IndyCar och NASCAR råkat ut för, då banans höga banking gör att farterna blir oerhört höga. Både Davey Hamiltons och Kenny Bräcks IndyCar-karriärer tog slut på banan, och NASCAR-föraren Michael McDowell hade tur som klarade sig relativt oskadd efter en träningsolycka i maj 2008. Ett CART-race på banan 2001 tvingades ställas in, sedan 21 av 25 förare klagat på huvudvärk av den höga farten i kombination med lutningen efter kvalet. IndyCar-bilarna går inte lika fort, så därför har inte det varit något problem.

## Kvalrekord
| Serie             | Förare        | Tid       | Fart (km/h) |
| ----------------- | ------------- | --------- | ----------- |
| NASCAR Sprint Cup | Brian Vickers | 27,518 s. | 315,81      |
| IndyCar Series    | Gil de Ferran | 23.503 s. | 369,69      |
| Champ Car         | Kenny Bräck   | 22,854 s. | 380,17      |